# 利辛 (傑米季夫卡區)
50°28′24″N 25°17′29″E / 50.47333°N 25.29139°E
利辛（烏克蘭語：Лисин），是烏克蘭西北部的村莊，隸屬里夫內州的杜布諾區。該村面積5.34平方公里，海拔高度193米，2015年人口200，人口密度每平方公里39.7人。